# Фелікс Меллард
Фелікс Купер Маллард (англ. Felix Cooper Mallard) — австралійський актор, музикант, модель. Розпочав свою кар'єру з ролі Бена Кірка в серіалі «Сусіди» (2014—2019). Також зіграв Маркуса Бейкера в серіалі Netflix «Джинні й Джорджія» (2021–нині).
У нього були другорядні ролі Лукаса Караваджо у «Замок і ключ» (2020—2021) на Netflix.

## Раннє життя
Маллард виріс у Мельбурні, Австралія. У нього є сестра. Актор відвідував школу для хлопчиків Christian Brothers College, де він був старостою коледжу. У 2015 році він закінчив Вікторіанське свідоцтво про освіту (ВСО), а також курс з технічного виробництва.  Маллард почав фехтувати у віці десяти років. Він змагався на державному та національному рівнях, вигравши дві бронзові медалі в командних змаганнях на Вікторіанських національних чемпіонах 2012 року та 5-е місце на національному чемпіонаті з шаблі серед молоді до 15 років у 2013 році.  Коли йому було 13 років, Маллард був розвіданий модельним агентом і підписав контракт з Vivien's Models.  Він брав участь у кількох кампаніях, включаючи редакційну публікацію в журналі Yves.  Маллард є музикантом і грає на гітарі, піаніно та барабанах.  Він є гітаристом і співаком у панк-рок групі Enemies Alike.  Гурт виступав на майданчиках навколо Мельбурна, на шкільних музичних заходах і змаганнях Battle of the Bands Асоційованих католицьких коледжів .

## Фільмографія
| Рік       | Назва                              | Роль              | Примітки                                                                 |
| --------- | ---------------------------------- | ----------------- | ------------------------------------------------------------------------ |
| 2014–2019 | Сусіди                             | Бен Кірк          | Другорядна роль (2014—2015), Головна роль (2016—2018), Гість (2018—2019) |
| 2016      | Ксанте ♥ Бен                       | Бен Кірк          | Вебсеріал                                                                |
| 2016      | Pipe Up                            | Бен Кірк          | Епізод: «Вівці»                                                          |
| 2016      | Літні історії                      | Бен Кірк          | Вебсеріал                                                                |
| 2018      | Гроші — це лише штанга             | Бездомний хлопець | Короткометражний фільм                                                   |
| 2018–2019 | Щасливі разом                      | Купер Джеймс      | Головна роль                                                             |
| 2020      | Усі яскраві місця                  | Бродяга           |                                                                          |
| 2020–2021 | Замок і ключ                       | Лукас Караваджо   | Другорядна роль                                                          |
| 2021      | Незвичайний список відтворення Зої | Ейден             | Другорядна роль (2 сезон)                                                |
| 2021–нині | Джинні й Джорджія                  | Маркус Бейкер     | Головна роль                                                             |
| ТВА       | Черепахи аж до низу                | Девіс             | Постпродукція                                                            |